# Bellulia galsworthyi
Bellulia galsworthyi là một loài bướm đêm thuộc họ Erebidae. Nó được tìm thấy ở Hồng Kông.
Sải cánh dài 12–14 mm. Cánh dưới màu nâu hơi đen.